# Жељко Ђокић
Жељко Ђокић (рођен 10. маја 1982) је бивши босанско-херцеговачки фудбалер српског порекла који је играо на позицији дефанзивац.

## Клупска каријера
Ђокић је 2001. године играо у Другој лиги Србије и Црне Горе са ФК Срем Јаково. Играо је у иностранству 2003. године у Првој фудбалској лиги Македоније са Победом.  Током свог времена у клубу Победи играо је у УЕФА Лиги шампиона 2004/05, а играо је против ФК Пјуник .  Такође је играо на УЕФА Интертото купу 2006. против ССЦ Фарул Констанца.  2007. године играо је у Првој лиги Србије са Срем Јаковом и Јавором Ивањицом.
2009. је још једном играо у иностранству са Пантракикосом у Суперлиги Грчке.  У Јавор Ивањицу се вратио 2010. године да би играо у Суперлиги Србије .  Године 2011. играо је у Екстракласи са Рухом Хожовом.  Током свог каријере са Рухом Хожовом играо је у УЕФА Лиги Европе 2012–13 против ФК Металург Скопље и ФЦ Викториа Плзен.   После кратког боравка са Јавором Ивањицом, поново је играо у иностранству у аустријској фудбалској Бундеслиги са ФК Вакер Инзбрук 2014. 
Године 2015. вратио се у Суперлигу Србије и играо је за ФК Нови Пазар, а касније у Премијер лиги Босне и Херцеговине са ФК Борцем Бања Лука.   2016. године поново се вратио у Прву лигу Србије са ФК Земун. Играо је у иностранству пети пут 2018. године да би играо у Канадској фудбалској лиги са Брантфорд Галаксијем. 

## Међународна каријера
Играо је за Б репрезентацију Босне и Херцеговине. 